# Maximilian Sell
Maximilian Wilhelm Johannes Sell (geboren am 26. Oktober 1890 in Darmstadt; gestorben am 7. August 1946 ebenda) war ein preußischer Landrat in den Kreisen Meisenheim und Strehlen.

## Leben
Als Sohn des Oberkonsistorialrats, Superintendenten und zuletzt Professor der Theologie an der Universität zu Bonn, Karl Sell und dessen Ehefrau Juliane Sell, geb. Rieger in Darmstadt geboren, wuchs Maximilian Sell in Bonn auf und besuchte dort auch das städtische Gymnasium, von dem er zu Ostern 1909 mit Ablegung der Reifeprüfung abging. Er schloss bis 1912 ein Studium der Rechts- und Staatswissenschaften an den Universitäten in Freiburg im Breisgau, Berlin und Bonn an, bevor er seine Ausbildung nach Ablegung des ersten juristischen Staatsexamens und unter Ernennung zum Gerichtsreferendar (18. Juli 1912) auf dem Amtsgericht Andernach fortsetzte.
Bei seinem Wechsel in den Allgemeineren Verwaltungsdienst zum 30. April 1914 zum Regierungsreferendar ernannt, fand Sell zunächst Beschäftigung bei der Preußischen Regierung in Schleswig. Unterbrochen von seinem Kriegsdienst während des Ersten Weltkriegs von 1914 bis 1918, kehrte er im Februar 1919 an die Regierung in Schleswig zurück, wurde dann aber bereits im April als Hilfsarbeiter an das Landratsamt in Flensburg überwiesen.
Nachdem Sell von Januar bis Juni 1920 dem deutschen Bevollmächtigten bei der Internationalen Abstimmungskommission in Flensburg zugeteilt worden war, legte er im Januar 1921 seine große Staatsprüfung ab. Nachfolgend zum Regierungsassessor ernannt fand er im weiteren Beschäftigung bei der 1922 neu errichteten Regierung in Schneidemühl. Dort am 30. Juni 1923 zum Regierungsrat ernannt, wechselte Sell im März 1924 an die Regierung in Koblenz. Während der bisherige Landrat des Kreises Meisenheim, Ernst Schwebel, seit Januar 1924 durch die Internationale Rheinlandkommission ausgewiesen und zwischenzeitlich als kommissarischer Landrat nach Marburg versetzt worden war, übertrug sein Dienstherr Sell zunächst im Vertretungswege am 6. September 1924 die Verwaltung des Landratsamtes Meisenheim. Im November auch als kommissarischer Landrat ernannt, erhielt er am 10. März 1925 seine definitive Ernennung zum dortigen Landrat. Mit der Auflösung des Kreises zum 1. Oktober 1932 und dessen Eingliederung in den Kreis Kreuznach, wechselte Sell schließlich zeitgleich als neuer Landrat nach Strehlen. Bei Kriegsende und der Besetzung Schlesiens dort aus dem Amt entlassen, kehrte er nach Darmstadt zurück.

## Familie
Sell heiratete am 8. Juli 1924 in Bonn Hedwig Franziska Thurneysen (geboren am 11. Mai 1896 in Freiburg im Breisgau), die Tochter des Professors Rudolf Thurneysen und dessen Ehefrau Elsbeth Thurneysen, geb. Kriebel.